# Fabio Mitterhofer
Fabio Mitterhofer (Roma, 11 aprile 1962) è un ex giocatore di curling italiano, di San Candido..

## Carriera agonistica

### Nazionale
Il suo esordio con la nazionale italiana junior di curling è stato il campionato mondiale junior del 1981, disputato a Megève, in Francia: in quell'occasione l'Italia si piazzò al decimo posto posto.
In totale Enrico vanta 9 presenze in azzurro.
CAMPIONATI
Nazionale junior: 9 partite
- Mondiale junior
  - 1981 Megève ( Francia) 10°

## Altro
Fabio nel 2010 è diventato nel assessore del comune San Candido (BZ).
Appassionato di volo con veicoli ultraleggeri, ha organizzato e compiuto un sorvolo dell'Italia da Dobbiaco, in val Pusteria (BZ) all'Eremo della Giubilana, nei pressi di Ragusa. Il viaggio è stato compiuto da sette piloti divisi in quattro veicoli che in dieci tappe per durata sei giorni hanno percorso un totale di 2.500 km